# Zalewsze
Zalewsze – wieś w Polsce położona w województwie lubelskim, w powiecie bialskim, w gminie Kodeń.
W latach 1975–1998 miejscowość administracyjnie należała do województwa bialskopodlaskiego. 
Wieś jest sołectwem w gminie Kodeń. Według Narodowego Spisu Powszechnego (III 2011 r.) liczyła 14 mieszkańców i była najmniejszą miejscowością gminy Kodeń. 
We wsi znajduje się drewniana kapliczka prawosławna, zbudowana w 2012 na miejscu poprzedniej z 1900, należąca do parafii w Zabłociu.